# Air Uganda
Air Uganda je národní letecká společnosti Ugandské republiky, sídlící v hlavním městě Kampale.

## Historie
Aerolinky zahájily komerční provoz 15. listopadu 2007. Hlavní základnou se stalo mezinárodní letiště Entebbe, nacházející se v městečku Entebbe, 35 km jižně od Kampaly. V současnosti je to největší letecká společnost v zemi.

## Destinace

### Afrika
STŘEDNÍ AFRIKA
- Demokratická republika Kongo 
  - Goma

VÝCHODNÍ AFRIKA
- Keňa 
  - Nairobi
  - Mombasa

- Tanzanie 
  - Dar es Salaam
  - Zanzibar

- Rwanda 
  - Kigali

- Uganda 
  - Entebbe (hlavní základna)

- Jižní Súdán
  - Džuba